# Álvaro López Miera
Álvaro López Miera là một nhà lãnh đạo quân sự và chính trị gia của Cuba. Hiện tại ông đang giữ chức vụ Bộ trưởng Bộ các Lực lượng Vũ trang Cách mạng Cuba kể từ ngày 15/4/2021.

## Tiểu sử
Ông sinh ra tại Thành phố Havana ngày 26 tháng 12 năm 1943 trong một gia đình có tư tưởng tiến bộ. Sau đó, ông chuyển đến thành phố Santiago de Cuba, nơi ông đã trải qua một phần thời thơ ấu của mình và học tiểu học.
Khi còn là một đứa trẻ, ông đã cộng tác với Phong trào Cách mạng ngày 26 tháng 7. Khi mới 14 tuổi, ông tham gia Lực lượng của Mặt trận phía Đông II "Frank País" thực hiện các chức năng chiến đấu khác nhau cho đến khi Cách mạng Cuba thắng lợi vào tháng 1 năm 1959.

## Sau chiến thắng Cách mạng
Từ năm 1960, ông gia nhập các đơn vị Pháo binh đầu tiên, nơi ông giữ các chức vụ Chỉ huy trưởng các đơn vị nhỏ và đơn vị của loại vũ khí này. Trong thành tích phục vụ của mình, ông tích lũy công lao là đã tích hợp các lực lượng đầu tiên, vào cuối năm 1975, đã hỗ trợ chính phủ và nhân dân Angola, tham gia vào các hoạt động chiến đấu ở Catofe, Morros del Tongo, Santa Comba, Altohama, Tchipipa, Nova Lisboa, Catata, Caconda, Sa da Bandeira và Cahama. Khi trở về, ông được bổ nhiệm làm Tư lệnh Lữ đoàn Pháo binh Dự bị của Bộ Tư lệnh Tối cao.
Năm 1977, ông hoàn thành nhiệm vụ thứ hai của mình tại Xã hội chủ nghĩa Ethiopia để đối đầu với quân xâm lược Somali tham gia vào các trận đánh Nam Harar Cherificale Fedis, Bắc Dire - Dawa Harewa - Melo, Harewa - Melo, Arabi - Lewinaje, Jijiga - Nam Ogaden.
Trong những năm 1982 - 1984, ông học tại Học viện Quân sự "Voroshilov" Bộ Tổng Tham mưu Lực lượng Vũ trang Liên Xô và cuối cùng ông bắt đầu giữ chức vụ Tham mưu trưởng Quân chủng, Sư đoàn Bộ binh, Lữ đoàn Xe tăng.
Năm 1987, ông trở lại Cộng hòa Nhân dân Angola, để hoàn thành nhiệm vụ quốc tế thứ ba của mình, lần này là Tổng tư lệnh quân đội, Trưởng phòng Tác chiến trong phái bộ quân sự, Tư lệnh quân đội Cuba ở Cuito Cuanavale và Lữ đoàn trưởng Lữ đoàn Xe tăng 30.

## Lãnh đạo
Khi trở về Cuba, ông được bổ nhiệm làm Tham mưu trưởng thay thế Tham mưu trưởng Quân đội miền Đông cho đến năm 1993. Đến tháng 10 năm 1997, ông được phong quân hàm Trung tướng và bổ nhiệm thay thế Ulises Rosales del Toro làm Phó Tổng Tham mưu trưởng Lực lượng Vũ trang Cách mạng Cuba. Năm 2001, ông được thăng quân hàm Thượng tướng. Ngày 8/11/2011, ông được bổ nhiệm làm Thứ trưởng thứ nhất Bộ các Lực lượng Vũ trang Cách mạng và Tổng Tham mưu trưởng Lực lượng Vũ trang Cách mạng Cuba cho đến ngày 15 tháng 4 năm 2021, ông được bổ nhiệm làm Bộ trưởng Bộ các Lực lượng Vũ trang Cách mạng thay thế Thượng tướng Leopoldo Cintra Frías.
Ông là người sáng lập Đảng Cộng sản Cuba, là đại biểu từ Đại hội II đến Đại hội VII, Ủy viên Ban Chấp hành Trung ương Đảng Cộng sản Cuba từ năm 1980 và Bộ Chính trị từ năm 1997. Ông là đại biểu Quốc hội Chính quyền Nhân dân .

## Trao thưởng
Hội đồng Nhà nước đã trao tặng ông danh hiệu vinh dự Anh hùng Cộng hòa Cuba. Ngoài ra ông còn được trao:
- Huân chương "Camilo Cienfuegos"
- Huân chương "Antonio Maceo"
- Huân chương "Ernesto Guevara"

Huy chương
- "Chiến sĩ chiến đấu giải phóng"
- "Quốc tế chủ nghĩa" hạng nhất
- "Ignacio Agramonte" hạng nhất
- "Vì Cống hiến Mẫu mực trong FAR"
- "Chiến đấu Sản xuất và Phòng thủ"
- "Vì bảo vệ Cuito Cuanavale"
- "Victoria Cuba - RPA"
- "Đoàn kết đồng chí"

Ông được trao nhiều huân huy chương từ các nước khác.